# 新化果菜市場
23°02′06″N 120°19′44″E / 23.034983°N 120.328852°E
新化果菜市場是位在臺灣臺南市新化區的果菜批發市場，於2022年完工，由臺灣的都市里人團隊和荷蘭的MVRDV事務所設計，具有綠化及流線型屋頂的特殊造型，於2022年9月16日起試營運。

## 介紹
新化果菜市場原位於新化市區的建國街40號，由於市場鄰近住宅區、學校，加上市集易造成周邊停車、環境清潔等問題，臺南市政府在2011年即規劃遷建新化果菜市場，並在2014年辦理用地取得等流程，在2019年2月22日開工，其間曾在工地發現文資，因此辦理變更設計。整體工程於在2021年9月完工，2022年9月16日起試營運，並於同年12月14日正式營運。
新的新化果菜市場選址在新化市區東側，鄰近國道3號、國道8號及台20線等交通要道，而此處土地為臺灣糖業公司所有，遷建工程總經費為8億2500萬元。市場建築是由都市里人團隊和MVRDV事務所設計，建築具有綠化及流線型屋頂的特殊造型，市場內部則採大挑高、大跨距以達到良好的通風及照明機能，興建工程包含交易場主建物、辦公大樓、公共停車場、滯洪池、汙水處理廠、垃圾處理場及公共停車場。臺南市政府亦配合新化果菜市場，將周便道路進行路平改善、拓寬南175線，並保留南175線的芒果樹綠色隧道。

## 獲獎
- 2019 DRIVEN x DESIGN香港設計獎[4]
- 2020年國家卓越建設獎 規畫設計類 卓越獎

## MVRDV事務所在臺南作品
- 臺南市立圖書館總館
- 河樂廣場

## 交通
- 大台南公車：綠14繞

## 外部連結
- 新化果菜市場-台南旅遊網 （页面存档备份，存于）